# Borophaga multisetalis
Borophaga multisetalis är en tvåvingeart som beskrevs av Colyer 1966. Borophaga multisetalis ingår i släktet Borophaga och familjen puckelflugor. Inga underarter finns listade i Catalogue of Life.